# Michał Jeliński
Michał Jeliński, poljski veslač, * 17. marec 1980, Gorzów Wielkopolski.
Jeliński je za Poljsko nastopil v dvojnem četvercu na Poletnih olimpijskih igrah 2008 v Pekingu in z njim tam osvojil zlato medaljo.
Poleg tega je s poljskim dvojnim četvercem osvojil še štiri zlate medalje na svetovnih prvenstvih.

## Nagrade
Za zasluge v športu je leta 2008 prejel viteški križec reda Polonia Restituta (5. klase).